# TrueSpace
trueSpace is een gratis computerprogramma voor het maken van 3D computer graphics.
De gebruiker kan met het programma 3D-voorwerpen ontwerpen, maar ook een afbeelding renderen en 3D computeranimaties maken.
De makers van het programma, Caligari corporation, gaven eerder al oudere versies vrij. Microsoft, dat Caligari begin 2008 overnam, geeft sinds de zomer van 2008 versie 7.6 weg, die zijn voorzien van documentatie (in .pdf-vorm) en videolessen. Om het programma te gebruiken, is registratie vereist. Gebruikers kunnen zich daarna bij Microsoft registreren en bijdragen voor Live Search Maps en Virtual Earth uploaden.